# Loma (Colorado)
Loma  è un centro abitato (census-designated place) degli Stati Uniti d'America, situato nella contea di Mesa dello stato del Colorado.